# Układ ambulakralny

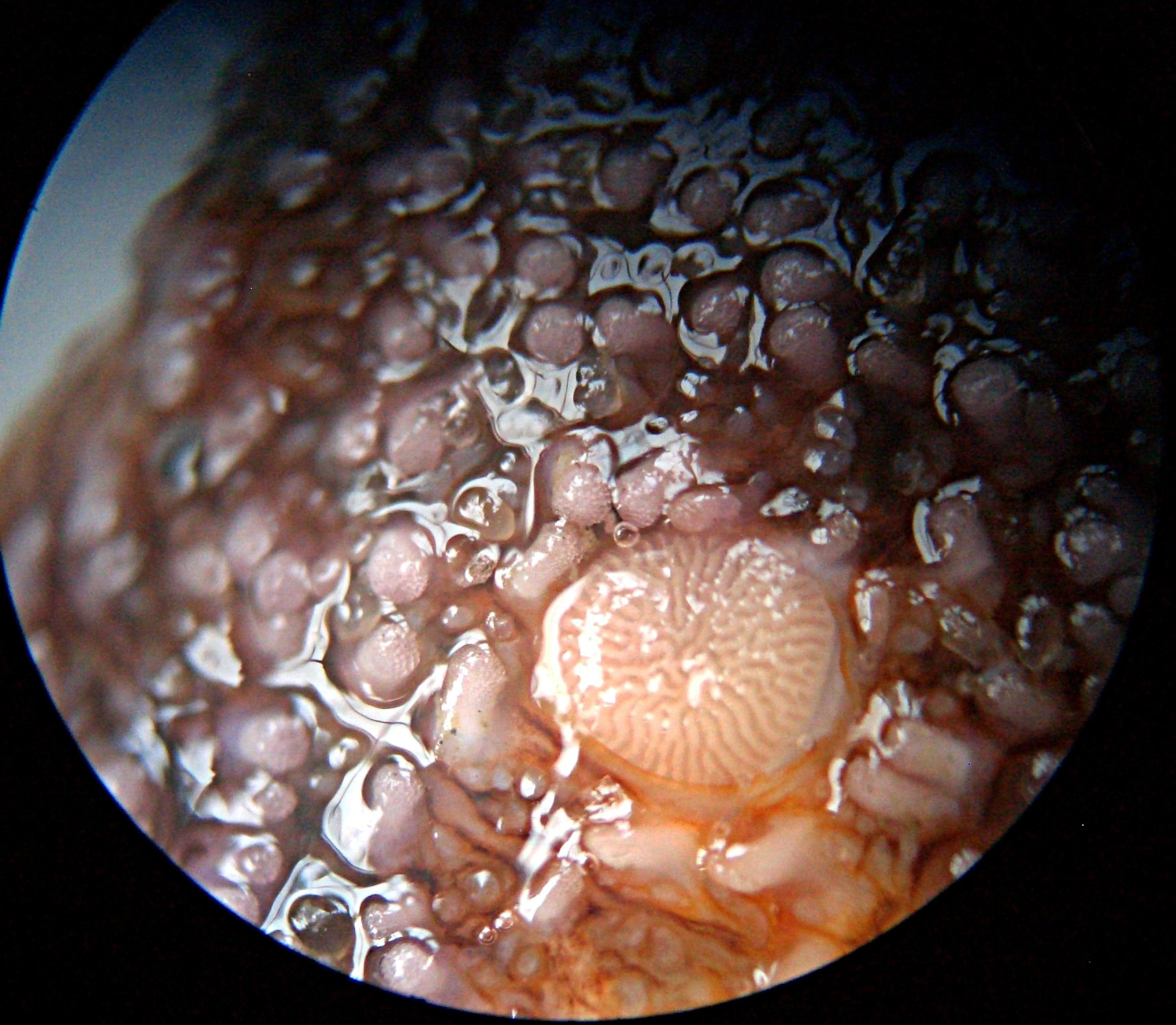
Płytka madreporowa (duży, porowaty twór w środkowej części) prowadzi do centralnego kanału układu wodnego szkarłupni.

Układ ambulakralny, inaczej nazywany układem wodnym – występujący w ciele szkarłupni (Echinodermata) pięciopromienny układ cienkościennych kanałów i zbiorników wysłanych nabłonkiem rzęskowym, pełniący funkcję lokomocyjną, dotykową, a częściowo wydalniczą i oddechową. Nie występuje w ciele innych zwierząt.
Jest częścią celomy. Powstaje z lewych woreczków procelu i mezocelu. Jego budowa różni się u przedstawicieli poszczególnych gromad. Zwykle rozpoczyna się płytką madreporową (z wyjątkiem liliowców, u których występują liczne otworki w ścianie ciała) łączącą układ ze środowiskiem zewnętrznym. Dwa kanały (okrężny i kamienny – wysycony węglanem wapnia) są położone centralnie. Od nich odchodzą kanały promieniste z licznymi bocznymi odgałęzieniami przechodzącymi w kuliste ampułki, a te – w zakończone przyssawkami nóżki ambulakralne, położone po stronie oralnej.
Ruchy szkarłupni powodują zmiany ciśnienia płynu w nóżkach ambulakralnych, do których prowadzą rozgałęzienia układu ambulakralnego. Nóżka wypełnia się płynem podczas skurczu ampułki umieszczonej u jej nasady. Następuje wtedy wzrost ciśnienia płynu w nóżce. Nóżki odrywają się od podłoża wskutek rozkurczu ampułki, który spowodowany jest skurczem mięśni przepychających płyn z powrotem do ampułki.
Układ wodny wspomaga także wymianę gazową i pośrednio odżywianie, ponieważ nóżki układu ambulakralnego mogą służyć do zdobywania i przytrzymywania pokarmu; mogą także spełniać funkcję narządów dotykowych. Układ wodny może wspomagać także transport substancji w ciele szkarłupnia.